# Iglesia de Ikorta
La iglesia de Ikorta del Arcángel (en georgiano: იკორთის მთავარანგელოზის ტაძარი), comúnmente conocida como Ikorta (იკორთა) es una iglesia ortodoxa georgiana del siglo XII ubicada en las afueras de la aldea Ikort'a en la región de Shida Kartli en el este de Georgia. 

## Historia
Encargada por la familia ducal de Ksani en el reinado del rey Jorge III de Georgia en 1172, Ikorta es la más antigua de una serie de iglesias de Georgia de los siglos XII y XIII que establecieron el modelo canónico final de iglesia con cúpula georgiana. 
Tiene un diseño rectangular abovedado de planificación central, con un ábside semicircular en el este. La cúpula, con 12 ventanas perforadas alrededor de su base alta, descansa sobre las esquinas del altar y dos pilares hexangulares. Las paredes y bóvedas estaban enlucidas y pintadas con frescos; pero solo algunos fragmentos de murales originales sobrevivieron en el ábside, la pared norte y la base de la cúpula. Las fachadas y una parte inferior de la cúpula están profusamente ornamentadas. La iglesia fue renovada en el siglo XVII, pero el diseño original se conservó en gran parte. Hay dos portales de entrada, uno hacia el sur y otro hacia el oeste. Los pórticos originales se han arruinado, y el existente hacia el sur es de mucho más tiempo. Hay un reloj solar y una antigua inscripción asomtavruli en el muro occidental.
Durante el terremoto de Racha en 1991, una gran parte de la cúpula se derrumbó e infligió daños significativos en la iglesia. En 1999, el monumento fue incluido entre los "100 sitios en mayor peligro" ( World Monuments Fund, 2000-2001). Un proyecto de reconstrucción está actualmente en progreso.
La iglesia sirvió como cementerio de los duques de Ksani, y alberga, entre otros, las tumbas de los hermanos Shalva y Elizbar de Ksani, y su asociado Bidzina, el Príncipe Cholokashvili, nobles torturados hasta la muerte por rebelarse contra la dominación persa en Kajetia en 1659, que  finalmente fueron canonizados por la iglesia ortodoxa de Georgia.